# Raquel Giscafré
Raquel Giscafré (Santa Fe; 15 de mayo de 1949) es una ex tenista argentina. Fue considerada la mejor tenista del país entre 1973 y 1976.
En 1965, fue finalista junior en Wimbledon con tan solo 16 años. Como profesional, fue destacada por especialistas como No. 12 del mundo en 1974, año que alcanzó las semifinales en Roland Garros. En 1975, derrotó a Martina Navratilova en el torneo Virginia Slims de Sarasota y más adelante esa misma temporada clasificó al Virginia Slims Championship. En dobles, lograría las semifinales en Roland Garros en 1974 y 1977 y del Abierto de los Estados Unidos en 1977.
En la actualidad reside en Estados Unidos, donde fue directora del WTA Premier de San Diego.

## Torneos de Grand Slam

### Individualjunior

#### Finales (1)
| Año  | Torneo    | Oponente      | Resultado |
| 1965 | Wimbledon | Olga Morozova | 3-6, 3-6  |

## Clasificación en torneos del Grand Slam

### Individuales
| Torneo               | 1966    | 1967    | 1968    | 1969    | 1970    | 1971    | 1972    | 1973    | 1974    | 1975    | 1976    | 1977    | 1978    | G-P   | Títulos |
| -------------------- | ------- | ------- | ------- | ------- | ------- | ------- | ------- | ------- | ------- | ------- | ------- | ------- | ------- | ----- | ------- |
| Abierto de Australia | 1R      | Ausente | Ausente | Ausente | Ausente | Ausente | Ausente | Ausente | Ausente | Ausente | Ausente | Ausente | Ausente | 0-1   | 0       |
| Roland Garros        | Ausente | Ausente | 1R      | 3R      | A       | 1R      | Q1      | 2R      | SF      | CF      | A       | 2R      | 1R      | 13-8  | 0       |
| Wimbledon            | Ausente | Ausente | 2R      | 1R      | A       | 1R      | 2R      | 2R      | 4R      | 2R      | A       | 1R      | 2R      | 8-9   | 0       |
| Abierto de EE. UU.   | Ausente | Ausente | Ausente | Ausente | Ausente | 1R      | Ausente | Ausente | 1R      | 1R      | 2R      | A       | 2R      | 2-5   | 0       |
| Total                | 0-1     | 0-0     | 0-2     | 2-2     | 0-0     | 0-3     | 1-1     | 1-2     | 6-3     | 3-3     | 1-1     | 1-2     | 0-3     | 25-23 | 0       |

### Dobles
| Torneo               | 1968    | 1969    | 1970    | 1971    | 1972    | 1973    | 1974    | 1975    | 1976    | 1977    | 1978    | 1979    | 1980    | 1981    | 1982    | 1983    | G-P   | Títulos |
| -------------------- | ------- | ------- | ------- | ------- | ------- | ------- | ------- | ------- | ------- | ------- | ------- | ------- | ------- | ------- | ------- | ------- | ----- | ------- |
| Abierto de Australia | Ausente | Ausente | Ausente | Ausente | Ausente | Ausente | Ausente | Ausente | Ausente | Ausente | Ausente | Ausente | Ausente | Ausente | Ausente | Ausente | 0-0   | 0       |
| Roland Garros        | 1R      | 2R      | A       | 3R      | 1R      | 1R      | SF      | CF      | A       | SF      | 2R      | 1R      | Ausente | Ausente | 1R      | 1R      | 9-12  | 0       |
| Wimbledon            | 2R      | 2R      | A       | 3R      | Ausente | Ausente | 2R      | 1R      | A       | 2R      | 2R      | 2R      | Ausente | Ausente | Ausente | Ausente | 6-8   | 0       |
| Abierto de EE. UU.   | Ausente | Ausente | Ausente | 1R      | A       | 1R      | CF      | 1R      | 1R      | SF      | 3R      | 2R      | 1R      | A       | 1R      | A       | 8-10  | 0       |
| Total                | 1-2     | 1-2     | 0-0     | 1-3     | 0-1     | 0-2     | 5-3     | 2-3     | 0-1     | 8-3     | 4-3     | 1-3     | 0-1     | 0-0     | 0-2     | 0-1     | 23-30 | 0       |